# Distretto di Chacabamba
Il distretto di Chacabamba è uno degli otto distretti della provincia di Yarowilca, in Perù. Si trova nella regione di Huánuco e si estende su una superficie di 16.53 chilometri quadrati.